# Hylogomphus parvidens
Hylogomphus parvidens is een echte libel uit de familie van de rombouten (Gomphidae).
De wetenschappelijke naam van de soort werd in 1917 als Gomphus parvidens gepubliceerd door Bertha Currie.
De soort staat op de Rode Lijst van de IUCN als niet bedreigd, beoordelingsjaar 2016; de trend van de populatie is volgens de IUCN stabiel.